# Virginia Slims Championships 1974
Il Virginia Slims Championships 1974 è stato un torneo di tennis femminile che si è giocato a Los Angeles negli USA dal 14 al 19 ottobre campi in sintetico indoor del Los Angeles Sports Arena. È stata la 3ª edizione del torneo di fine anno di singolare, la 2ª del torneo di fine anno di doppio.

## Campionesse

### Singolare
Evonne Goolagong Cawley ha battuto in finale  Chris Evert con il punteggio di 6–3, 6–4

### Doppio
Rosemary Casals /  Billie Jean King hanno battuto in finale  Françoise Dürr /  Betty Stöve con il punteggio di 6–1, 6(2)–7, 7–5